# Ellipso
Ellipso war ein in den 1990er Jahren geplantes neues Satellitensystem der amerikanischen Firma Ellipso, Inc. aus Washington DC, welches mit zehn Satelliten die nördliche Halbkugel mit Satellitenmobilfunk versorgen sollte. Diese Teilkonstellation sollte den Namen Borealis tragen. Sechs weitere Satelliten in der sog. Concordia-Teilkonstellation sollten die nördliche und südliche Erdhalbkugel bis jeweils zum 50° Breitengrad versorgen. 
Wie bei den meisten modernen Systemen der Satellitentelefonie sollten die Satelliten nicht geostationär arbeiten, sondern sich im LEO- und MEO-Bereich (Low/Medium Earth Orbit) bewegen. Die mobilen Bodenstationen benötigen dabei deutlich weniger Sendeleistung als zur Kommunikation mit einem geostationären Satelliten in 36.000 km Höhe. Außerdem bieten die kürzeren Funkstrecken den Vorteil einer schnelleren Übertragung beim Datenfunk. Die Umlaufbahn der Borealis-Satelliten war mit einer Bahnneigung von 116,6° mit einem Apogäum von 7605 km und einem Perigäum von 633 km und einer 3-stündigen Umlaufzeit geplant. Die Concordia-Satelliten sollten sich auf einer kreisförmigen äquatorialen Umlaufbahn in einer Höhe von 8050 km bewegen.
Von der ITU wurden am 29. Juni 2000 die Vorwahlen +881 2 und +881 3 an Ellipso zugeteilt, nachdem sie schon seit November 1998 reserviert waren. Zuvor waren diese Vorwahlen für das Satellitensystem Odyssey reserviert. Die von der ITU am 5. November 2003 zugewiesene Netzkennung (Mobile Country Code) war 901-07, diese wurde jedoch zum 30. Juni 2009 zurückgefordert und ist seitdem wieder frei.
Im März 2001 ging Ellipso eine Kooperation mit Teledesic ein, die ebenfalls ein weltumspannendes Satellitennetz planten. Letztendlich wurde keines der beiden Netze verwirklicht, nachdem auch die Mitbewerber Globalstar und Iridium die Erwartungen nicht erfüllen konnten.
Zwar ging die Ellipso-Vorwahl +881 3 ab Juni 2003 in einen Testbetrieb, doch wurden die an Ellipso zugewiesenen Vorwahlen am 2. Juni 2008 von der ITU wieder zurückgefordert und sind seither wieder frei.